# Byromville
Byromville é uma cidade  localizada no estado americano de Geórgia, no Condado de Dooly.

## Demografia
Segundo o censo americano de 2000, a sua população era de 415 habitantes.
Em 2006, foi estimada uma população de 426, um aumento de 11 (2.7%).

## Geografia
De acordo com o United States Census Bureau tem uma área de 
0,9 km², dos quais 0,9 km² cobertos por terra e 0,0 km² cobertos por água. Byromville localiza-se a aproximadamente 106 m acima do nível do mar.

## Localidades na vizinhança
O diagrama seguinte representa as localidades num raio de 20 km ao redor de Byromville. 